# Молодая гвардия (опера)
«Молодая гвардия» (укр. Молода гвардiя) — опера Юлия Мейтуса в 4 действиях (7 картинах); либретто по мотивам одноимённого романа А. Фадеева — А. Малышко (русский перевод М. Исаковского).

## История
Премьера оперы состоялась в Киеве в Театре оперы и балета им. Т. Г. Шевченко (ныне Национальная опера Украины) 7 ноября 1947 года (дирижёр — В. Тольба, режиссёр М. Стефанович). В тот же день состоялась премьера в Харькове.
В 1949—1950 годах Юлий Мейтус переработал оперу, и в новой редакции она была поставлена в ряде городов СССР. Первые исполнения на русском языке: Сталино (ныне Донецк), Русский театр оперы и балета, 20 января 1950 года; Ленинград, Малый оперный театр, 22 апреля 1950 года. В Москве впервые показана в августе 1950 года. Опера ставилась и за пределами СССР: в Праге и Гданьске (1952), Пекине и Будапеште (1959), а также в других городах.

## Действующие лица
Представлены с указанием певческого голоса:
| - Олег Кошевой, молодогвардеец (баритон или тенор) - Уля Громова, молодогвардеец (меццо-сопрано) - Люба Шевцова, молодогвардеец (сопрано) - Сергей Тюленин, молодогвардеец (тенор) - Ваня Земнухов, молодогвардеец (баритон) - Клава Ковалёва, молодогвардеец (сопрано) - Валя Борц, молодогвардеец (меццо-сопрано) - Жора Арутюнянц, молодогвардеец (тенор) - Евгений Стахович, молодогвардеец-предатель (баритон) - Андрей Валько, директор шахты (бас) | - Иван Проценко, руководитель партизанского отряда (баритон) - Елена Николаевна Кошевая, мать Олега (сопрано) - Вера Васильевна, бабушка Олега (меццо-сопрано) - Шевцов, шахтер, отец Любы (баритон) - Каюткин, боец (тенор) - Игнат Фомин, полицай (тенор) - Брюкнер, гестаповец (баритон) - Полковник Штоббе, немецкий офицер, (баритон) - Унтер-офицер (бас) - Денщик генерала (бас) |

## Сюжет

### Первое действие
Во время наступления гитлеровцев, жители шахтерского города Краснодона покидают родные дома. На переправе, в числе уходящих из города — Олег Кошевой, решивший эвакуироваться чтобы вступить в ряды Красной армии. Его провожает мать — Елена Николаевна, вместе с девушками-комсомолками — Ульяной Громовой с подругами. Немецкая авиация разрушает мост во время налёта — Олег Кошевой не успевает перейти на другой берег реки. Он готовится уйти в подполье, чтобы бороться с фашистами. Оставшиеся в городе — партийный работник Проценко уходит в партизаны, директор одной из краснодонских шахт Валько остаётся на подпольной работе в городе.

### Второе действие
Дом Кошевых занят гитлеровцами. Олег, мать и бабушка вынуждены ютиться в сарае. Юноша уже создал в городе боевую подпольную комсомольскую организацию и обсуждает план действий на заседании её штаба. Задания комсомольцы получают от руководителя партийного подполья Валько. Один из молодогвардейцев — член штаба Сергей Тюленин сообщает, что среди жителей города нашелся предатель — Игнат Фомин, который выдал шахтеров-коммунистов, и гитлеровцы живыми закопали их в землю. Молодогвардейцы принимают торжественную клятву — беспощадно мстить врагам за погибших товарищей.
В оккупированном Краснодоне появляются листовки, распространяемые юными патриотами. Одну из листовок молодогвардейцев, наклеенную у фашистской биржи труда, читает многочисленная толпа горожан. Игнат Фомин, ставший немецким полицаем, тщетно пытается разогнать народ. На опустевшей площади руководитель партийного подполья Валько встречается с молодогвардейцами и передаёт им очередные боевые задания, сообщая, что член организации — Евгений Стахович не заслуживает доверия, так как, находясь в партизанском отряде, не единожды проявлял малодушие.
Следующей акцией молодогвардейцев становится поджог биржи труда: объятое пламенем гитлеровское учреждение демонстрирует краснодонцам, что земля горит под ногами фашистских захватчиков.

### Третье действие
Вечером шестого ноября, в канун дня Великой Октябрьской социалистической революции, молодогвардейцы собрались на квартире у Кошевых, чтобы отметить этот праздник. Из радиоприемника они слушают далёкий голос Москвы и слова Сталина, вселяющие веру в победу над фашистами. В Краснодоне подпольщики тайно ночью развесили красные знамёна. Вошедшая в дом связная Клава Ковалёва сообщает тревожную весть: фашисты напали на след подпольной организации и арестовали нескольких молодогвардейцев, в их числе и Евгения Стаховича.

### Четвёртое действие
Стахович не выдерживает допроса и выдаёт товарищей. Но у схваченных молодогвардейцев и Андрея Валько фашистам ничего не удаётся узнать. Арестованные молодогвардейцы мужественно держатся в тюремной камере. Их не страшат ни новые пытки, ни угроза казни. Когда на казнь уводят их товарищей, комсомольцы-подпольщики начинают петь песню, которую за стенами тюрьмы подхватывает собравшийся народ. Свой последний час молодогвардейцы встречают с высоко поднятой головой. У шурфа взорванной шахты, где будут они казнены, немецкий офицер в последний раз пытается вырвать признание у Олега Кошевого, но он не произносит ни слова. Звучат последние слова прощания, последний привет Родине и Сталину. На небе, как флаг родной страны, загорается алая заря.
Ария Олега Кошевого «Родимый край» из четвёртого действия была издана в СССР на грампластинке фирмы «Мелодия».